# Neuvillette (Somme)
Neuvillette é uma comuna francesa na região administrativa de Altos da França, no departamento de Somme. Estende-se por uma área de 3,13 km². Em 2010 a comuna tinha 227 habitantes (densidade: 72,5 hab./km²).